# جون ويتني
جون ويتني (بالإنجليزية: Jon Whitney)‏ (23 ديسمبر 1970 في المملكة المتحدة - ) هو مدرب كرة قدم ولاعب كرة قدم بريطاني في مركز الدفاع. لعب مع هال سيتي وهدرسفيلد تاون وويغان أتلتيك وSkelmersdale United F.C. ‏ ولينكولن سيتي أف سي ونادي كينغز لين وWinsford United F.C. ‏.

## وصلات خارجية
- جون ويتني على موقع Soccerbase.com (لاعب) (الإنجليزية)